# Gardner Dozois
Gardner Raymond Dozois (Salem (Massachusetts), 23 juli 1947 – Philadelphia (Pennsylvania), 27 mei 2018) was een Amerikaanse sciencefiction-redacteur en schrijver.
Dozois was een van de weinigen die bekender was als redacteur dan als schrijver. Hij was van 1985 tot 2004 redacteur bij Asimov's Science Fiction, dat in die periode veertien maal achter elkaar de Locus Award voor beste tijdschrift ontving.
Dozois was ook bekend als redacteur van bloemlezingen. Hij startte in 1984 met de nog steeds lopende serie The Year's Best Science Fiction. Twee hiervan zijn vertaald in het Nederlands. In deze boeken vindt men niet alleen een hoogstaande verzameling van korte verhalen en novellen, ook wordt de lezer geïnformeerd over wetenswaardigheden met betrekking tot SF en fantasy in het afgelopen jaar.
Samen met Jack Dann heeft hij een lange serie van themabloemlezingen samengesteld, elk met een voor zich sprekende titel, zoals Cats (vertaald als Kat SF), Dinosaurs, Seaserpents, Hackers en Robots.
Dozois heeft tot aan 2004 een record van vijftien Hugo Awards en alle zestien verkiezingen voor de Locus Award voor beste redacteur gewonnen.
Als schrijver heeft hij, naast drie romans, voornamelijk korter werk uitgebracht. Hij won tweemaal de Nebula Award voor beste korte verhaal met The Peacemaker in 1983 en Morning Child in 1984. Toen hij redacteur werd bij Asimov's verminderde zijn productie van verhalen, maar hij kondigde later een comeback aan.
Michael Swanwick heeft een boek-lang interview met Dozois uitgebracht onder de titel Being Gardner Dozois (2001).
Dozois overleed op 27 mei 2018 op 70-jarige leeftijd in een ziekenhuis in Philadelphia (Pennsylvania) aan de gevolgen van een acute systematische infectie.